# 호제리우 프라테아트
호제리우 프라테아트(포르투갈어: Rogerio Prateat, 1973년 3월 9일 ~ )은 브라질의 축구 선수이다. K리그의 전북 현대 모터스와 대구 FC에서 뛰었으며 등록명은 호제리오였다.